# Aniñón
Aniñón ist ein nordspanischer Ort und eine Gemeinde (municipio) mit 683 Einwohnern (Stand: 2024) im Westen der Provinz Saragossa und der Autonomen Gemeinschaft Aragonien. Der Ort gehört zur bevölkerungsarmen Serranía Celtibérica.

## Lage und Klima
Aniñón liegt etwa 75 Kilometer (Luftlinie) westsüdwestlich von Saragossa in einer Höhe von 730 m.
Das Klima ist gemäßigt bis warm; der eher spärliche Regen (ca. 447 mm/Jahr) fällt mit Ausnahme der eher trockenen Sommermonate übers Jahr verteilt.

## Bevölkerungsentwicklung
| Jahr      | 1970 | 1981 | 1991 | 2001 | 2011 | 2021 |
| Einwohner | 1138 | 1035 | 907  | 888  | 803  | 671  |

Die Mechanisierung der Landwirtschaft, die Aufgabe bäuerlicher Kleinbetriebe und der damit verbundene Verlust von Arbeitsplätzen führten seit der Mitte des 20. Jahrhunderts zu einem deutlichen Rückgang der Bevölkerung (Landflucht).

## Sehenswürdigkeiten
- Marienkirche (Iglesia de Nuestra Señora del Castillo)
- Ölmuseum

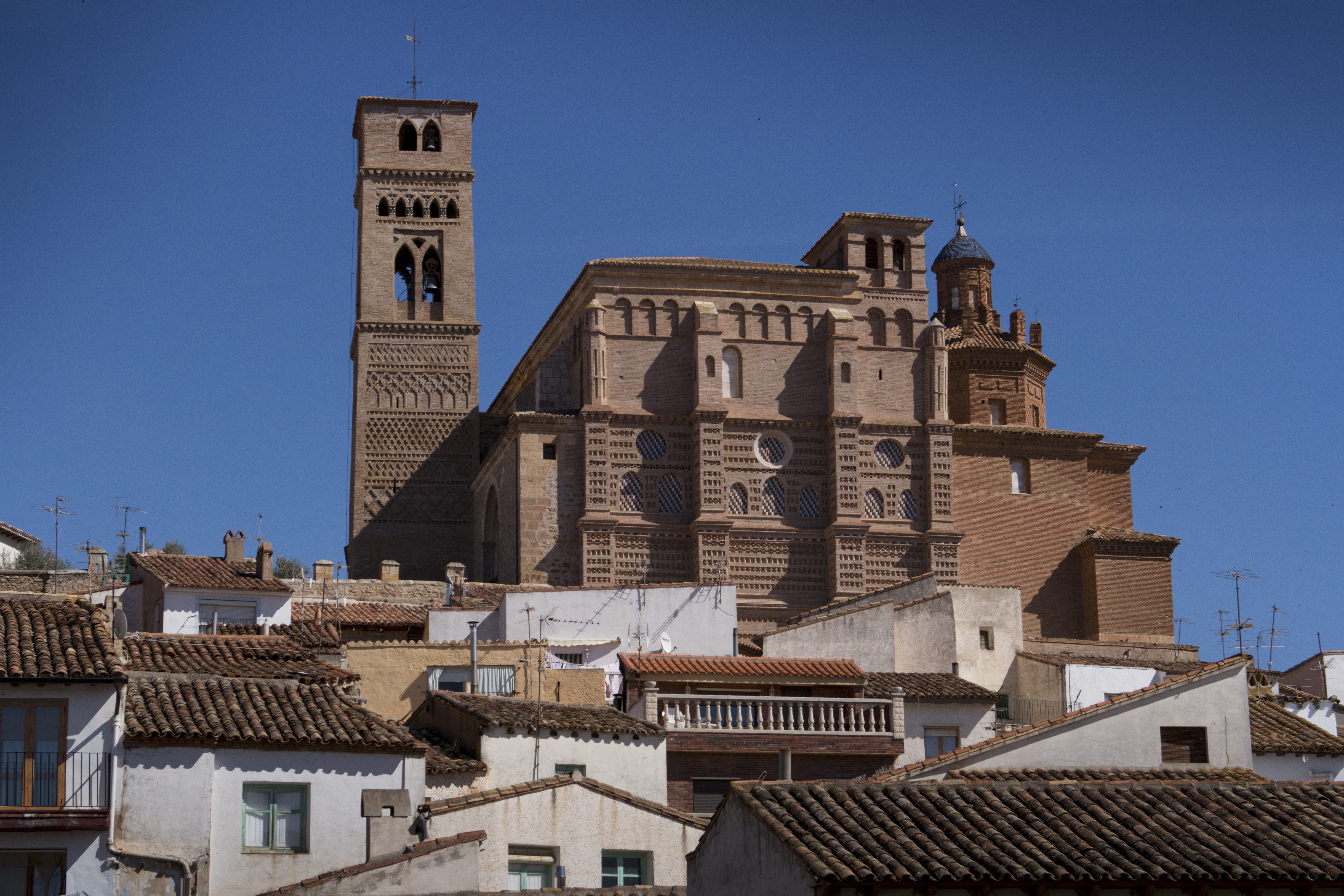
Marienkirche
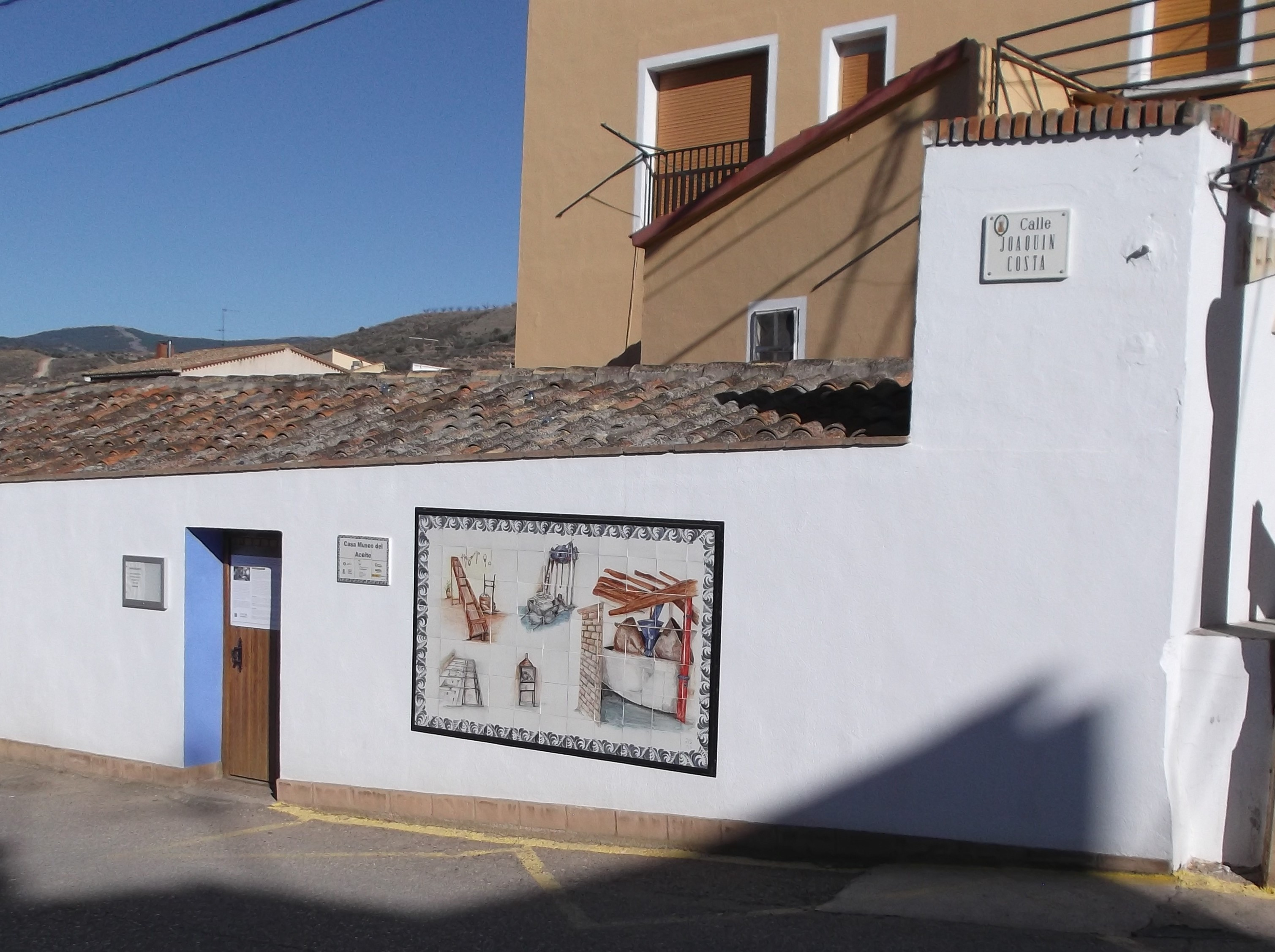
Ölmuseum